# Саликов, Михаил Иванович
Михаил Иванович Саликов (26 декабря 1910 года, дер. Кобылинские выселки, Ряжский уезд, Рязанская губерния — 12 сентября 1982 года, Пионерский, Калинградская обл.) — советский ученый-микробиолог, 1961 по 1973 годы ректор Рязанского сельскохозяйственного института, доктор ветеринарных наук, профессор.

## Биография

### Детство и юность
Михаил Иванович Саликов родился 26 декабря 1910 года в деревне Кобылинские выселки (ныне — не существует), Ряжского уезда, Рязанской губернии в крестьянской семье.
В 1925 году закончил 4-х летнюю школу в селе Волынщино Рязанской области, а в 1928 году Ухоловскую среднюю школу. После окончания школы работал метельщиком в трамвайном парке в Ростове-на Дону.

### Военные годы
В августе 1942 года добровольно вступил в ряды Красной Армии и воевал в частях Закавказского фронта. За выполнение спецзадания командующего фронтом генерала армии И. В. Тюленева был награждён медалью «За боевые заслуги».

### Научная и преподавательская деятельность
В 1930 году Саликов поступил на ветеринарный факультет Новочеркасского ветеринарно-зоотехнического института им. 1-й Конной Армии. В 1934 году, будучи студентом 4-го курса, участвовал в экспедиции по ликвидации сапа у лошадей на Северном Кавказе. В 1935 году после окончания института работал научным сотрудником в Северо-Кавказском научно-исследовательском ветеринарно-зоотехническом институте (г. Новочеркасск).
В 1936 году Саликов поступил в аспирантуру Московского зооветеринарного института на кафедру микробиологии, где в 1940 году защитил кандидатскую диссертацию и ему была присвоена ученая степень кандидата ветеринарных наук.
В 1937—1939 годах — научный сотрудник специальной экспедиции Наркомзема СССР на Украине в городе Каменец-Подольский для установления причины массового заболевания и падежа лошадей. По результатам научной работы в этой экспедиции Саликов был включен в состав участников Всесоюзной сельскохозяйственной выставки (ВСХВ). Позже он был назначен директором павильона «Ветеринария».
После защиты диссертации Саликов уехал в город Орджоникидзе (ныне — Владикавказ), где работал заведующим кафедрой микробиологии Горского сельскохозяйственного института.
В 1944 году Саликов был демобилизован и направлен на работу в Ивановский сельскохозяйственный институт. Здесь он совмещал учебную и научную работу с административной, выполняя обязанности заведующего кафедрой микробиологии, декана факультета, затем проректора института по учебной и научной работе. В этом же году Саликов был направлен на работу в экспедицию Наркомздрава СССР по изучению этиологии септической ангины людей.
Когда в 1944 году на базе кафедры микробиологии Ивановского сельскохозяйственного института была создана кафедра ветеринарной микологии, Саликов стал ее заведующим.
В 1949 году защитил докторскую диссертацию на тему «Гриб Claviceps paspali и его роль в заболевании сельскохозяйственных животных».
В 1955 году направлен в числе «тридцатитысячников» на работу председателем колхоза «Сталинец» Ивановской области, в 1957 году назначен на должность директора Ивановской областной государственной сельскохозяйственной опытной станции. После объединения станции с институтом стал заведовать кафедрой микробиологии. В 1958—1961 годах — заведующий кафедрой микробиологии и проректор Ивановского сельскохозяйственного института. В 1960 году получил ученое звание профессора.
В 1961 году Саликов был назначен ректором Рязанского сельскохозяйственного института и проработал в этой должности 13 лет. Одновременно он был избран заведующим кафедрой микробиологии и защиты растений, которую возглавлял в течение 20 лет. Михаил Иванович работал над проблемами диагностики и профилактики микотоксикозов. Ему принадлежат первые в отечественной литературе работы по изучению биологии микроскопических грибов, образующих микотоксины. На кафедре была создана микологическая школа. Под руководством Саликова в институте работала специальная лаборатория по изучению антигенных свойств токсических грибов и разработке методов серологической диагностики микотоксикозов сельскохозяйственных животных.
Профессором Саликовым опубликовано более 100 научных работ по актуальным вопросам ветеринарной микологии и микробиологии, подготовлено 15 аспирантов. Михаил Иванович был одним из организаторов Всесоюзной лаборатории по изучению ядовитых грибов, с первых дней ее работы руководя микологическим отделом. Он руководил исследованиями по использованию терминальной микрофлоры при компостировании обогащенного торфа, с результатами которых ознакомил участников Международного конгресса в Ленинграде в 1963 году.
В 1967 году Саликов выступил с докладом на 16-й Генеральной Ассамблее биологов мира, проходившей в городе Монтре (Швейцария).
В течение ряда лет являлся председателем правления Рязанского областного общества «Знание».
За научные работы, имеющие большое народнохозяйственное значение, Саликов трижды становился участником Всесоюзной сельскохозяйственной выставки (ВСХВ).

## Награды
- Орден Трудового Красного Знамени
- Орден "Знак Почета"
- Почётная Грамота Президиума Верховного Совета РСФСР

За многолетнюю и плодотворную научно-педагогическую и общественную деятельность и в связи с 70-летием со дня рождения М. И. Саликову объявлена благодарность от Министерства сельского хозяйства СССР.